# Vjatjeslav Tjukanov
Viattjeslav Tjukanov (ryska: Вячеслав Михайлович Чуканов), född den 24 april 1952 i Chimki i Ryssland, är en sovjetisk ryttare.
Han tog OS-guld i lagtävlingen i hoppningen i samband med de olympiska ridsporttävlingarna 1980 i Moskva.